# 1130

## أحداث
بداية عهد سلالة [وضح من هو المقصود ؟] بالمغرب

## مواليد
- السموأل بن يحيى المغربي
- بلدوين الثالث
- وليم الصوري
- أبو الحسن العبدي البصري.

## وفيات
- الآمر بأحكام الله
- عبد الرحمن الخازني